# Eduardo Santos
Eduardo Gonzaga Mendes Santos, mais conhecido como Eduardo Santos (São Paulo, 28 de novembro de 1997) é um futebolista brasileiro que atua como zagueiro. Atualmente, joga pelo Red Bull Bragantino.

## Carreira

### Início
Revelado pelo Fluminense, onde ingressou aos 13 anos após se destacar no futebol de rua, Santos teve uma breve passagem pelo Juventus da Mooca, retornando ao Fluminense em 2017 por R$ 415.310.

### Fluminense e empréstimos
No início de 2018, foi emprestado ao Real, da Segunda Liga, onde disputou 16 partidas. Ainda em 2018, atuou também emprestado pelo Famalicão, entrando em campo uma vez. No ano seguinte, defendeu o São Bento na Série B, somando quatro jogos.

### Capivariano e Karviná
Em 2020, deixou o Fluminense para assinar com o Capivariano, mas logo foi emprestado ao Karviná, do Campeonato Tcheco, juntamente com o compatriota Jean Mangabeira. Após nove partidas na temporada 2019–20, foi adquirido em definitivo pelo clube, onde somou 48 jogos e três gols até 2022.

### Viktoria Plzeň
Em 21 de fevereiro de 2022, foi emprestado ao Viktoria Plzeň por seis meses. Disputou dez partidas e conquistou o título do Campeonato Tcheco 2021–22.

### Slavia Praga
Em 11 de junho de 2022, assinou contrato de quatro anos com o Slavia Praga. Também chegou a atuar uma vez pelo time B do clube.

### Red Bull Bragantino
Em 3 de abril de 2023, foi anunciado por empréstimo pelo Red Bull Bragantino até dezembro. No fim da temporada, o clube exerceu a opção de compra e firmou vínculo em definitivo.

## Títulos
Viktoria Plzeň
- Campeonato Tcheco: 2021–22[3]